# Ђапиједи (Перуђа)
Ђапиједи је насеље у Италији у округу Перуђа, региону Умбрија.
Према процени из 2011. у насељу је живело 30 становника. Насеље се налази на надморској висини од 839 м.